# Sāndwa
Sāndwa är en ort i Indien.   Den ligger i distriktet Chūru och delstaten Rajasthan, i den nordvästra delen av landet, 300 km väster om huvudstaden New Delhi. Sāndwa ligger 316 meter över havet och antalet invånare är 9 328.
Terrängen runt Sāndwa är mycket platt. Runt Sāndwa är det ganska tätbefolkat, med 160 invånare per kvadratkilometer. Närmaste större samhälle är Bīdāsar, 17,4 km nordost om Sāndwa. Trakten runt Sāndwa består till största delen av jordbruksmark.